# Ancylostomatidae
Famille
Les Ancylostomatidae sont une famille de nématodes (les nématodes sont un embranchement de vers non segmentés, recouverts d'une épaisse cuticule et mènant une vie libre ou parasitaire).
Ce sont des vers parasites.

## Classification
Ancylostomatinae Looss, 1905
- Ancylostomatini Looss, 1905
  - Ancylostoma Dubini, 1843
    - Ancylostoma (Afrancylostoma) Biocca & LeRoux, 1958
    - Ancylostoma (Ancylostoma) Dubini, 1843
    - Ancylostoma (Ceylancylostoma) Lane, 1916

  - Galoncus Railliet, 1918
  - Strongylacantha Van Beneden, 1873
- Arthrocephalini Schmidt & Kuntz, 1968
  - Arthrocephalus Ortlepp, 1925
  - Arthrostoma Cameron, 1927
  - Placoconus Webster, 1956
- Globocephalini Travassos & Vogelsang, 1932
  - Globocephalus Molin, 1861
- Uncinariini Stiles, 1903
  - Bioccastrongylus Chabaud & Petter, 1961
  - Uncinaria Froelich, 1789
    - Uncinaria (Megadeirides) Chabaud, Bain & Houin, 1966
    - Uncinaria (Uncinaria) Froelich, 1789

Bunostominae Railliet & Henry, 1909
- Acheilostomini Lichtenfels, 1980
  - Acheilostoma Leiper, 1911
  - Tetragomphius Baylis & Daubney, 1923
- Bunostomini Railliet & Henry, 1909
  - Bathmostomum Railliet & Henry, 1909
  - Brachyclonus Railliet & Henry, 1910
  - Bunostomoides Pinto, 1935
  - Bunostomum Railliet, 1902
  - Gaigeria Railliet & Henry, 1910
  - Grammocephalus Railliet & Henry, 1910
  - Monodontus Molin, 1861
  - Necator Stiles, 1903